# Verschure & Co.
Verschure & Co. was een beurtvaartrederij die tussen 1887 en 1942 vracht- en passagiersdiensten onderhield, hoofdzakelijk in Noord-Nederland.

## Geschiedenis
In 1887 kocht P.J.M. Verschure (1861–1938) de Amsterdamse rederij Kievits en vormde daarmee de rederij Verschure & Co. In 1898 richtte hij de Stoomvaart Maatschappij Amsterdam-Lemmer op, voor een dienst tussen de hoofdstad en Lemmer. Daarnaast participeerde hij (financieel) in andere rederijen. Vier jaar later nam Verschure het initiatief tot een fusie (met deels overnames) van rederijen die in Noord-Holland, Friesland, Overijssel en op de Zuiderzee actief waren, onder de naam Verschure & Co.’s Algemeene Binnenlandsche Stoomvaartmaatschappij. De 7 betrokken ondernemingen waren:
- Zwolsche Nachtstoomboot Onderneming
- Deventer-Amsterdammer Stoomboot Reederij, een goederenvervoerder[2]
- Stoomvaart Maatschappij Amsterdam-Lemmer
- De buitendienst van de Drentsche Stoomboot Maatschappij
- Stoomvaart Maatschappij Vooruitgang, Amsterdam
- Zaandamsche Stoomvaart Maatschappij
- Stoombootdienst Eiland Marken

Hiermee ontstond in één klap een onderneming met 21 schepen in de vaart, een aanzienlijk aantal voor die tijd. De directie werd gevormd door Verschure zelf, met Jan Koppe, een ervaren investeerder/reder en eerder reeds participant in de Stoomvaart Maatschappij Amsterdam-Lemmer.
Verschure & Co. opereerde voornamelijk vanuit Amsterdam en Zaandam en onderhield diensten op onder meer Kampen, Zwolle, Deventer, Utrecht, Lemmer, Meppel, Leerdam en Marken. Ook was er een dienst van Rotterdam naar Deventer, over Dordrecht en Arnhem.
De dienstregeling van rederij Verschure blonk uit door onderlinge afstemming en door inzicht in de samenhang met andere vervoersdiensten. Verschure zocht samenwerking met andere bedrijven, zoals de Nederlandsche Tramweg Maatschappij. Vanaf 1901 werd al een boot-tram verbinding tussen Amsterdam en Joure aangeboden. Later werd bijvoorbeeld samengewerkt met de Noord-Zuid-Hollandsche Stoomtramweg-Maatschappij, waarmee op enig moment een dienstregeling op het traject Den Haag - Leeuwarden werd verzorgd met tram, boot en bus. Een gezamenlijk kaartje op deze lijn kostte 4 gulden. Aan het begin van de Eerste Wereldoorlog was Verschure de op een na grootste beurtvaartrederij.

### Eigen werf
Voor het onderhoud aan de schepen opende de rederij in 1908 te Amsterdam een werf, die in 1913 werd omgevormd tot de N.V. Verschure & Co.'s Scheepswerf en Machinefabriek. Aanvankelijk werden hier reparaties uitgevoerd, maar later werden er ook schepen gebouwd, voor Verschure en voor derden. Zo werden hier in 1912 en 1913 de nieuwe Meppel I en Meppel II voor de dienst op Drenthe gebouwd.

### Verkoop
In 1938 overleed directeur-eigenaar Verschure. De erfgenamen verkochten de rederij in 1942 aan Reederij Koppe, die in hetzelfde jaar werd overgenomen door de NS. De werf, die inmiddels naam had gemaakt met het bouwen van baggermaterieel, ging in 1943 op in IHC Holland.